# Chica de la Selva

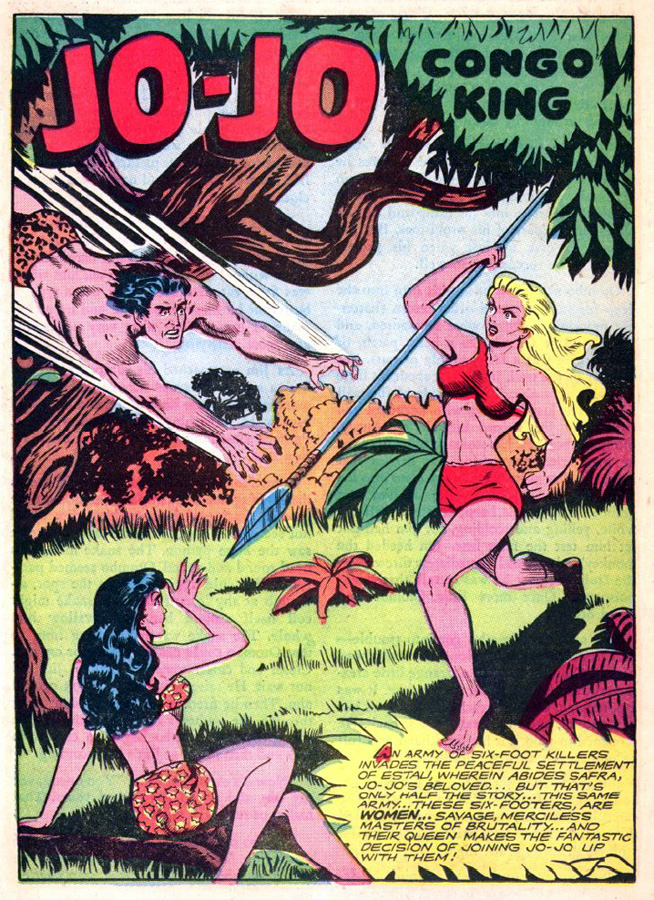
Jo-Jo núm.7 (1947)

Una chica de la selva (así llamada, pero generalmente mujer adulta) es un arquetipo o personaje común, a menudo utilizado en la ficción popular, de una aventurera, superhéroe o incluso una damisela en apuros que vive en un entorno de selva o selva tropical. Una representación prehistórica es una chica de las cavernas.

## Descripción
Las chicas de la selva generalmente se representan con un bikini con estampado animal escaso (generalmente de leopardo) o algún tipo de vestido de la jungla hecho de piel, cuero o, a veces, vegetación. La mayoría están descalzos, mientras que algunos se muestran con zapatos primitivos. Algunos son niños salvajes; algunos provienen de una familia adinerada y educada que creció en la selva. Otros vienen de visita, ya sea por accidente o por diseño, y deciden quedarse y servir como protectores de la tierra y las tribus locales. Son la contrapartida femenina de los personajes tarzanescos. Se representan como una heroína dura, tal vez una reina de la jungla, o como una atada y amordazada damisela en apuros para ser rescatada por un hombre de la selva.

## Historia
Una versión prototípica de la chica de la selva fue la antigua pero eternamente joven hechicera Ayesha en She: A History of Adventure (1886) de H. Rider Haggard. El primer personaje de ficción que habita en el bosque fue Rima, de la novela Green Mansions de 1904 de W.H. Hudson. Un personaje popular, adaptado a varios medios, es Sheena, Reina de la Selva, quien, aunque creada por los escritores y artistas estadounidenses Will Eisner y Jerry Iger, hizo su debut en la revista británica Wags #46 (1937). Sheena pasó a protagonizar el cómic estadounidense, serie de antología Jumbo Comics al año siguiente.

## Lista de personajes de las chicas de la selva

### Literatura
- Rima (de la novela de 1904 de W. H. Hudson Green Mansions - Mansiones verdes)
- Meriem (de la novela de 1917 de Edgar Rice Burroughs El Hijo de Tarzán)
- Balza (de la novela de 1933 de Edgar Rice Burroughs Tarzán y el Hombre León)

### Cómics
- Ann Mason (Jungle Comics de Fiction House) y más tarde Kaänga, Jungle Lord (1949–1954) — pareja de Ka'a'nga, Rey de la Selva; quien, como Sheena, usa un vestido de piel de leopardo[1]
- Camilla, Chica Salvaje del Congo (Jungle Comics de Fiction House de 1940)[2]
- Cave Girl, Magazine Enterprises' Africa, Thun'da, y Cave Girl (1950s)
- Cavewoman Meriem Cooper (Basement Comics, 1993–2006)
- Dhalua Strong y, de manera más satírica, su hija Tesla (America's Best Comics)
- Fana la Chica de la Selva (Incarna Comics, 1989)
- Fantomah, Mystery Woman of the Jungle (Jungle Comics de Fiction House, 1940s)
- Gwenna del webcomic Kaza's Mate Gwenna, donde tanto Kaza como ella son una parodia de Ka-Zar y Shanna de Marvel Comics y generalmente se muestran desnudos.
- Irish de la Jungla (cómic de la década de 1990 basado en Irish McCalla, serie de televisión "Sheena")
- Jann of the Jungle (Marvel Comics, 1950s)
- Jano, compañero de Voodah (Crown Comics, 1947), luego revivido por AC Comics
- Jessie (Jungle Comics de Fiction House, 1940s) — la pareja de Ka'a'nga, Rey de la Jungla[1]
- Judy de la Jungla (Better/Nedor Comics' Exciting Comics, 1940s)
- Jun-Gal (1940s comic)
- Jungle Girl, a.k.a. Jana Sky-Born (2007) (cómic Dynamite Entertainment)
- Jungle Lil (1950s comic)
- Jungle Queen/Julie Winters (comic/serie TV The Maxx)
- Kara, Jungle Princess (Exciting Comics #44, Feb 1946)
- Kazanda (1940s comic)
- Kyra (1985-1988 comic) by robin ator
- Kyrra - Alien Jungle Girl (2013 comic)
- Leopard Girl (Atlas Comics' Jungle Action, 1950s comic)
- Lorna, the Jungle Queen/Lorna, the Jungle Girl Lorna la reina de la selva/Lorna la muchacha de la selva (comic, Atlas Comics, 1953)
- Makyou No Shanana (2009 manga Japonés)
- Marga the Panther Woman (1940s comic)
- Nyoka (Fawcett's Jungle Girl/Nyoka the Jungle Girl y Master Comics), y el personaje principal de la serie de películas Jungle Girl y su secuela de 1942 Perils of Nyoka
- Nula es otra chica de la jungla también del webcomic "Kaza's Mate Gwenna" que se considera una predecesora de Gwenna y decide ser nudista como esta última después de una aventura que involucra a las dos.
- Pamela of the Jungle (Italiano comic, 2007)
- Pantera Bionda (Italiano comic, 1948–1950)
- Princesa Pantha (Better/Nedor Comics' Thrilling Comics, 1940s)
- Princesa Taj (Fiction House's Jungle Comics, 1940s) — monta un elefante[1]
- Princesa Vishnu (Fiction House's Fight Comics, 1940s)[1]
- Prymal: The Jungle Warrior (Maelstrom Comics, 2014-presente)
- Ranee, Princesa de la Jungla (1950s comic)
- Rarotonga, (serie cómica mexicana de Lágrimas, risas y amor)
- Rima the Jungle Girl, que aparece en las publicaciones de DC Comics de la década de 1970
- Rulah, Diosa de la Jungla (Fox Comics' Zoot Comics y Rulah, Jungle Goddess)
- Saari, the Jungle Goddess (1950s comic)
- Safari Cary (1940s comic)
- Shanna la Diablesa (Marvel Comics, creada en 1972)
- Sheena, Reina de la Selva (comic book, lanzado en 1937)
- Shirl, The Jungle Girl (1950s parodía de comic)
- Taanda de White Princess of the Jungle (comic por Avon Periodicals, 1951–1952)
- Tanee (anteriormente Gwenna) en 1940s comic Jo-Jo, Congo King
- Tangi (1940s comic)
- Tara Fremont (AC Comics' Femforce)
- Taranga (1950s comic)
- Tiger Girl (Fiction House Fight Comics, otra Tiger Girl de Kaanga, Jungle Lord (1940s–50s), y Tiger Girl (Gold Key Comics, 1960s)
- Tygra of the Flame People (Better/Nedor's Startling Comics, 1940; sin relación con el personaje de ThunderCats)
- Vooda, Jungle Princess, originalmente El'nee (cómic de Ajax-Farrell ) # 20-22 (1955)
- Wana desde Zago, Jungle Prince (Fox Comics, 1948–1949)
- Zara of the Jungle (1940s comic)
- Zegra, Jungle Empress (originalmente Tegra) (Fox Comics, 1940s)

### Cine y televisión de imagen real
- Algona, interpretada por Deborah "Deek" Sills en Trader Hornee (1970), una película de comedia sexual para adultos
- Aloa de la película alemana Golden Goddess of Rio Beni (1964) interpretada por Gillian Hills
- Anatta, interpretada por Laurette Luez en The Bowery Boys la película de comedia de Jungle Gents (1954)
- Cavegirl - La cavernícola (serie de televisión del Reino Unido / Sudáfrica, 2002-2003)
- Christa, interpretada por Shannon Day, de la serie de televisión de 1990 Land of the Lost [3]
- Diana de Diamonds of Kilimandjaro - Los diamantes del kilimanjaro (1983) una película francesa protagonizada por Katja Bienert como Diana, la niña de la jungla medio civilizada que fue criada en África por su padre y la tribu que los encontró después de un accidente aéreo.
- Doreen Stockwell, interpretada por Julie London en Nabonga (1944)
- Eba de la comedia de 1985 Cavegirl interpretada por Cynthia Thompson
- Eva de Kong Island, una película de explotación italiana de 1968
- Eva de King of the Gorillas,  una película mexicana de 1977
- Eva, también conocida como The Face of Eve (1968), película británica protagonizada por Celeste Yarnall como Eve
- Girl, interpretada por Vitina Marcus en El agente de CIPOL episodio "The My Friend the Gorilla Affair" (1966). Ella es una parodia de Tarzán.
- Gungala de Gungala, the Virgin of the Jungle (1967) y Gungala, the Black Panther Girl (1968), películas italianas de explotación sexual protagonizadas por Kitty Swan como el personaje principal.
- Inara, the Jungle Girl (2012), una película sobre una niña (interpretada por Cali Danger) que desciende de una tribu de amazonas que vive en la isla de N'iah.
- Inyaah, Jungle Goddess (1934) película.
- Jane Porter de Tarzán (numerosas novelas y películas)
- Jean Evans (Panther Girl of the Kongo, 1955), actualización en serie de Republic de Jungle Girl
- Jelita, interpretada por Lydia Kandou en la película indonesia Jungle Virgin Force, también conocida como Perawan Rimba (1983)
- Jennifer de la Jungla (Programa de televisión de The Electric Company)
- "The Jungle Goddess", interpretada por Rochelle Hudson en la película The Savage Girl (1932)
- Kilma/Laura von Marnix de Kilma, Queen of the Jungle (1975), película española[4]
- Kuhlaya, interpretada por Ann Corio en la película Jungle Siren - Sirena de la selva (1942)
- Lana, Queen of the Amazons (1964), película alemana con Catherine Schell como Lana
- Veronica Layton, interpretada por Jennifer O'Dell, en Sir Arthur Conan Doyle's The Lost World (serie de TV, 1999–2002)
- Leda, interpretada por Valerie Leon en la película británica Carry On Up the Jungle (1970)
- Leela, compañera del 4to Doctor en la serie de televisión Doctor Who, interpretada por Louise Jameson (1977–1978)
- Liane de Liane, Jungle Goddess (1956, película alemana)
- Lothel, interpretada por Ruth Roman en la serie de películas Jungle Queen (1945)
- Luana the Jungle Girl también conocida como Luana, the Girl Tarzan (1968), película italo-alemana con Mei Chen como Luana
- Luana/Susan Wilson de Daughter of the Jungle (1982), película italiana con Sabrina Siani como Luana/Susan Wilson
- Lureen, interpretada por Cleo Moore de la serie Congo Bill (1948)
- Maya de Power Rangers Lost Galaxy (1999), una chica de la tribu del planeta Mirinoi que es interpretada por Cerina Vincent
- Meelah, interpretada por Gale Sherwood en la película Blonde Savage (1947)
- Rima, interpretada por Audrey Hepburn en la película de 1959 Green Mansions
- Miss Robin Crusoe (película de 1954, interpretada por Amanda Blake)
- Samantha, interpretada por Evelyn Kraft, de The Mighty Peking Man (1977), una versión de King Kong hecha en Hong Kong.
- Shandra the Jungle Girl (1999), película directa a video
- Sheela,  también conocida como Africadalli Sheela (1986), variación india de la película Sheena
- Sheena, Queen of the Jungle (1955–56) serie de televisión protagonizada por Irish McCalla
- Sheena (película) (1984) adaptación cinematográfica protagonizada por Tanya Roberts
- Sheena (serie de televisión), (2000–2002) serie de televisión protagonizada por Gena Lee Nolin
- Tarzana, the Wild Girl - Tarzán y la chica salvaje (1969),  película italiana con Femi Benussi como Tarzana / Elizabeth
- Tarzeena, Queen of Kong Island (2008), película de parodia erótica de Fred Olen Ray
- Ticoora, interpretada por Lois Hall, en Daughter of the Jungle (1949).
- The Tiger Woman - La mujer tigre (1944), serie de Republic Pictures protagonizada por Linda Sterling
- Nina Trent, la Diosa Blanca interpretada por Edwina Booth en la película Trader Horn (1931)
- Ulah, interpretada por Dorothy Lamour en la película The Jungle Princess (1936)
- Greta Vanderhorn, interpretada por Wanda McKay en la película Jungle Goddess (1948)

### Animación
- Ainbo de una película animada por computadora Ainbo: Spirit of the Amazon
- Dualot (Working with Words/Journey Through the Jungle of Words, un Golden Step-Ahead Video)
- Jana de la selva (serie cartoon, 1978)
- June de Tarzoon: Shame of the Jungle, una película animada franco-belga con calificación X
- Jungle Janet (The Tick, serie animada de 1990 basado en el comic)
- Lua, voz de Saffron Henderson, de Kong: La serie animada (2000–2001)
- Magnolia (George of the Jungle (serie animada) de 2007)
- Nayda de Thundercats (1985-1989)
- Princesa Rosella en la película animada Barbie as the Island Princess (2007)
- Shaka de la animación web Chainmail Bikini Squad de MondoMedia (2012)
- Ursula (George of the Jungle, serie de dibujos animados de 1967 de Jay Ward)
- Willa de Thundercats (1985-1989)

### Videojuegos
- Ayla del videojuego japonés Chrono Trigger (lanzado en 1995)
- Jill of the Jungle (juego de computadora lanzado en 1992)
- Vixen (juego de computadora lanzado en 1988)

### Deportes
- Jungle Grrrl (Erica Porter), personaje de luchadora creado en 2000 para Women of Wrestling

### Música
- Katy Perry se vistió como una chica de la jungla en el video musical de su sencillo de 2014 "Roar".
- Bailarines de respaldo en el video musical de la canción de 1987 Walk the Dinosaur por Was (Not Was)